# Wild Metal Country
Wild Metal Country — компьютерная игра в жанре Action, разработанная компанией DMA Design. Игра была издана компанией Gremlin Interactive и выпущена для Windows в мае 1999 года. Порт Dreamcast, известный как Wild Metal, был выпущен в феврале 2000 года компанией Rockstar Games, которая позже также переиздала версию для Windows.

## Игровой процесс
Wild Metal Country — это видеоигра в жанре экшн, предназначенная для одиночной или многопользовательской игры, где игрок может выбирать различные типы танков и сражаться с другими танками на разных планетах.

## Сюжет
Действие игры происходит на трех планетах Терической системы, где машины вышли из-под контроля. Они изгнали человеческое население и захватили планеты. Люди, наконец, восстановили силы, чтобы вернуть свои планеты. В одиночной игре миссия состоит в том, чтобы уничтожить врага и, что более важно, вернуть украденные энергетические ядра. В многопользовательском режиме все энергетические ядра на одной из других планет были восстановлены. Команда охотников за головами, которые нашли их, теперь сражаются между собой за добычу.

## Критика
| Сводный рейтинг       | Сводный рейтинг | Сводный рейтинг |
| Издание               | Оценка          | Оценка          |
| Издание               | Dreamcast       | PC              |
| --------------------- | --------------- | --------------- |
| GameRankings          | 51,98 %         | 68 %            |
| Иноязычные издания    |                 |                 |
| Издание               | Оценка          | Оценка          |
| Издание               | Dreamcast       | PC              |
| AllGame               | [ 3 ]           | [ 4 ]           |
| Edge                  | N/A             | 7/10            |
| EGM                   | 5,375/10        | N/A             |
| GameFan               | 71 %            | N/A             |
| Game Informer         | 3/10            | N/A             |
| GamePro               | [ 9 ]           | N/A             |
| GameSpot              | 3,7/10          | N/A             |
| GameSpy               | 1,5/10          | N/A             |
| IGN                   | 8,3/10          | N/A             |
| Jeuxvideo.com         | 6/20            | 11/20           |
| Next Generation       | [ 15 ]          | N/A             |
| PC Gamer (UK)         | N/A             | 67 %            |
| Русскоязычные издания |                 |                 |
| Издание               | Оценка          | Оценка          |
| Издание               | Dreamcast       | PC              |
| «Игромания»           | N/A             | 9,0/10          |

Игра получила преимущественно «смешанные» отзывы.